# Elin Cullhed
Elin Cullhed, född 19 februari 1983 i Uppsala, är en svensk författare, lärare och kulturjournalist.
Cullhed debuterade 2016 med romanen Gudarna. 2021 publicerades Eufori, en litterär fantasi över Sylvia Plaths sista levnadsår. Boken belönades samma år med Augustpriset för Årets svenska skönlitterära bok.
Cullhed arbetar som huvudlärare på Folkuniversitetets skrivarlinje. Hon har tidigare arbetat som kulturjournalist för bland annat Upsala Nya Tidning.
Hon är gift med författaren Gunnar Ardelius och tillsammans har de tre barn och är bosatta i Uppsala.

## Priser och utmärkelser
- 2015 – Föreningen Arbetarskrivares litterära pris[6]
- 2021 – Augustpriset för Eufori
- 2023 – Sigtunastiftelsens författarstipendium